# الصين لموارد الطاقة
شركة الصين لموارد الطاقة (المعروفة بالصينية باسم CR Power) تأسست ومسجلة في هونغ كونغ في عام 2001. وهي شركة تابعة لشركة موارد الصين القابضة ، وهي تكتل شركات يقع في البر الرئيسي للصين وهونغ كونغ. تشعر بالقلق أعمالها حول الاستثمار ، تطوير ، تشغيل وإدارة من الفحم حرق الدهون محطات توليد الطاقة في المناطق بما في ذلك بكين ، خبي ، وخنان ، لياونينغ ، وشاندونغ ، وجيانغسو ، وانهوى ، وتشجيانغ ، هوبى ، وهونان ، وقوانغدونغ ويوننان .  
تمت إضافة الصين لموارد الطاقة لتكون الأسهم التأسيسية لمؤشر هانغ سنغ في 8 يونيو 2009 لتحل محل يو يوين الصناعية . 

## روابط خارجية
- شركة الموارد الصينية القابضة المحدودة